# Marion Clignet
Marion Clignet (Chicago, Estats Units 1964) és una ciclista franco-estatunidenca, ja retirada, guanyadora de dues medalles olímpiques.

## Biografia
Va néixer el 22 de febrer de 1964 a la ciutat de Chicago, població situada a l'estat d'Illinois, filla d'uns emigrants francesos. Clignet té la doble nacionalitat francesa i estatunidenca.

## Carrera esportiva
Va iniciar la seva activitat ciclista als Estats Units, on aconseguí quedar segona en el Campionat Nacional de ciclisme en ruta l'any 1990. Sense poder entrar a formar part de la selecció nord-americana a causa d'una epilèpsia, passà a representar els colors de França. Participà en els Jocs Olímpics d'Estiu de 1992 celebrats a Barcelona (Catalunya), on finalitzà trenta-tresena en la prova individual en ruta. En els Jocs Olímpics d'Estiu de 1996 realitzats a Atlanta (Estats Units) finalitzà trenta-vuitena en la prova en ruta, cinquena en la prova contrarellotge (amb la qual aconseguí un diploma olímpic) i guanyà la medalla de plata en la prova femenina de persecució individual. En els Jocs Olímpics d'Estiu de 2000 realitzats a Sydney (Austràlia) aconseguí revalidar la seva medalla de plata en la prova de persecució individual quedant per darrere de Leontien van Moorsel i finalitzà cinquena en la prova per punts, guanyant així un nou diploma olímpic.
Al llarg de la seva carrera ha guanyat set medalles en el Campionat del Món de ciclisme en pista, entre elles cinc medalles d'or, i una medalla d'or en el Campionat del Món de ciclisme en contrarellotge femení.

## Palmarès en ruta
- 1990
  - Vencedora d'una etapa a la Women's Challenge
  - Vencedora d'una etapa al Tour de la CEE
- 1991
  -  Campiona del Món de Contrarellotge per equips
  -  Campiona de França en ruta
  - Vencedora d'una etapa al Tour de l'Aude
  - 1a al Tour de la Drôme i vencedora de 3 etapes
  - 1a al Gran Premi del cantó de Zuric i vencedora de 2 etapes
  - 1a al Tour de Belfort
- 1992
  - Vencedora d'una etapa al Tour de Finisterre
- 1993
  -  Campiona de França en ruta
  - 1a al Tour de Belfort
  - Vencedora de 5 etapes al Tour de Finisterre
  - Vencedora d'una etapa al Tour de l'Aude
  - Vencedora d'una etapa al Tour ciclista femení
- 1994
  - 1a a la Chrono des Herbiers
- 1995
  - 1a a la Valley of the Sun Stage Race i vencedora de 2 etapes
- 1996
  -  Campiona de França en contrarellotge
  - 1a al Tour de Finisterre i vencedora de 6 etapes
  - 1a al Tour de Vendée
  - Vencedora de 2 etapes al Tour de l'Aude
- 1997
  - 1a al Giro de Pordenone

## Palmarès en pista
- 1991
  -  Campiona de França en persecució
- 1994
  -  Campiona del Món de persecució
- 1995
  -  Campiona de França en persecució
- 1996
  -  Medalla de plata als Jocs Olímpics d'Atlanta en Persecució individual
  -  Campiona del Món de persecució
  -  Campiona de França en persecució
  -  Campiona de França en puntuació
- 1999
  -  Campiona del Món de persecució
  -  Campiona del Món de puntuació
- 2000
  -  Medalla de plata als Jocs Olímpics de Sydney en Persecució individual
  -  Campiona del Món de puntuació
  -  Campiona de França en persecució
  -  Campiona de França en puntuació

### Resultats a laCopa del Món
- 1994
  - 1a a Copenhaguen, en persecució
- 1996
  - 1a a Busto Garolfo, en persecució
- 1999
  - 1a a Cali, en persecució
  - 1a a Cali, en puntuació
- 2000
  - 1a a Torí, en persecució